# Dieter Egger

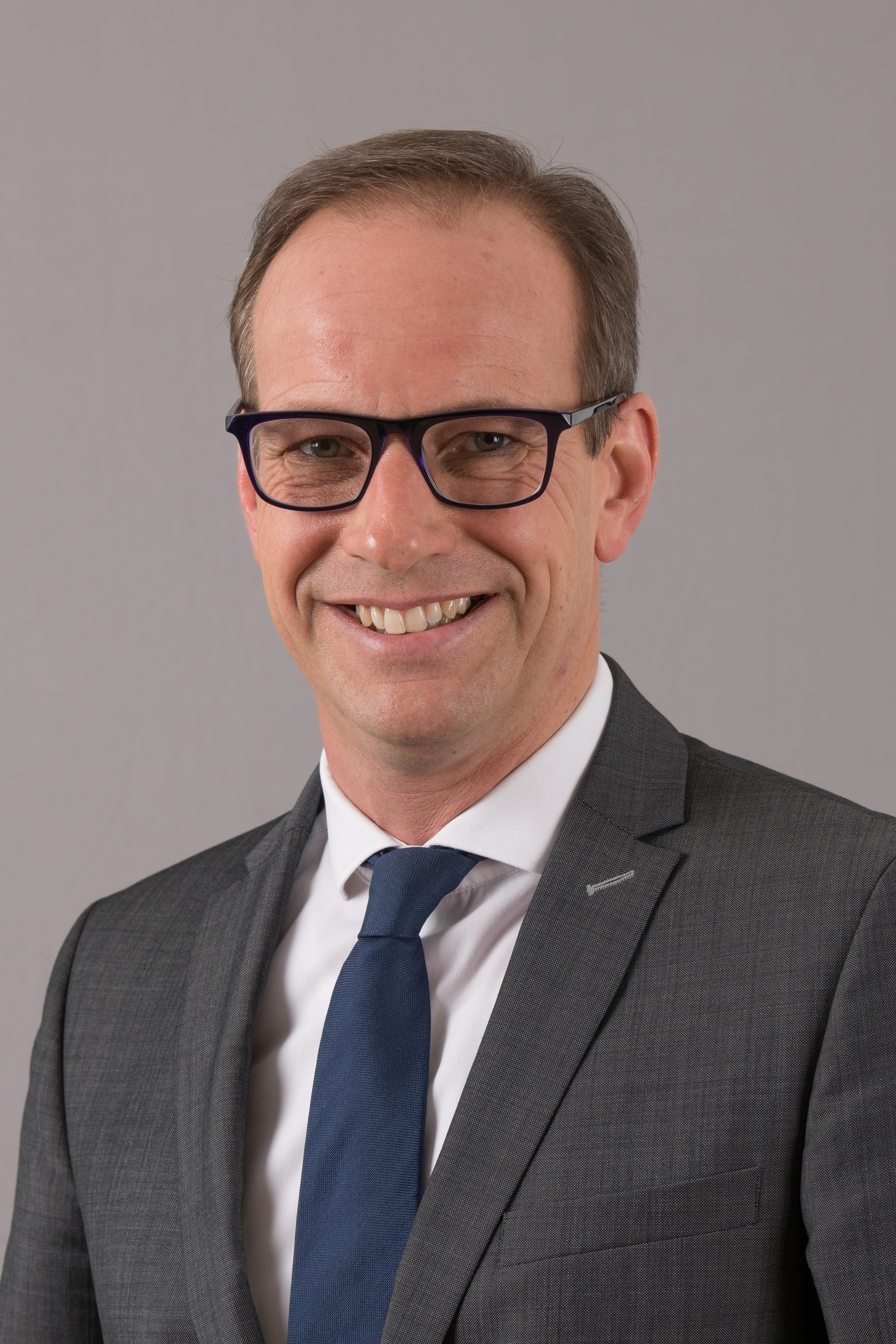
Dieter Egger (2017)

Dieter Egger (* 13. Jänner 1969 in Hohenems) ist ein österreichischer Politiker (FPÖ). Egger war von 2003 bis 2004 zuerst als Landesstatthalter von Vorarlberg, dann von 2004 bis 2009 als Landesrat Mitglied der Vorarlberger Landesregierung und schließlich von 1999 bis 2003 sowie von 2009 bis 2020 Abgeordneter zum Vorarlberger Landtag. Der FPÖ Vorarlberg stand er von 2004 bis 2016 als Landesparteiobmann vor. Aktuell ist Dieter Egger Bürgermeister der Stadt Hohenems.

## Ausbildung und Beruf
Nach dem Besuch der Volksschule in Hohenems machte Egger seine Matura am BRG und BORG Dornbirn-Schoren. Anschließend begann er einen Studienlehrgang für Betriebswirtschaft in Schloss Hofen in Lochau. Von 1991 bis 1995 arbeitete er in der Marketing- und Verkaufsabteilung eines Textilunternehmens, von 1995 bis 1997 übernahm er die Verkaufsleitung in einem Unternehmen der Konsumgüterindustrie. Im Jahr 1997 gründete er schließlich ein eigenes Textilunternehmen, welches er bis zu seinem Eintritt in die Vorarlberger Landesregierung 2003 leitete.

## Politische Karriere
Seine politische Karriere begann Dieter Egger auf kommunaler Ebene 1995 als Stadtvertreter und Fraktionsobmann der Freiheitlichen in Hohenems. Von 1995 bis 1997 war er Obmann des Kulturausschusses, anschließend bis 1999 Obmann des Wirtschaftsausschusses. Im Jahr 1999 wurde Egger als Abgeordneter des Vorarlberger Landtags gewählt, wo er Bereichssprecher der FPÖ für Wirtschaft und Raumplanung wurde. Im Jahr 2000 wurde er zusätzlich Klubobmann des FPÖ-Landtagsklubs. 2003 wurde er schließlich als Landesstatthalter in die Vorarlberger Landesregierung berufen. Im Oktober 2004 musste er die Landesstatthalterkompetenzen allerdings nach starken Stimmverlusten seiner Partei bei der Landtagswahl im September wieder an Hans-Peter Bischof von der ÖVP abgeben und wurde somit Landesrat.

### Landtagswahl 2009 und die Beendigung der Koalition
Im Zuge des Wahlkampfes zur Landtagswahl 2009 verwendete die Partei Plakate mit dem Slogan: „FPÖ: Elterngeld für heimische Familien. Dieter Egger“. Sie wollte damit die heimische Geburtenrate steigern, „nicht länger dabei zuschauen, dass wir aussterben und andere Mehrheiten heranwachsen“ und verhindern, dass das in einer nicht näher bezeichneten Studie angegebene Szenario eintritt, wonach im Jahre 2050 die Hälfte der Vorarlberger Kinder muslimisch sein sollen.
Dieses Plakat veranlasste Hanno Loewy, den Direktor des Jüdischen Museums Hohenems, am 12. August zu einem offenen Brief mit der Frage, was denn nun mit heimisch und nicht-heimisch gemeint sei. Egger erklärte am darauffolgenden Abend bei einer Live-Diskussion im Rahmen der Sendung Vorarlberg heute, dass dafür dieselben Regeln wie beim Landes-Familienzuschuss gelten sollten, also neben Österreichern auch in Vorarlberg lebende Bürger des Europäischen Wirtschaftsraums, damit auch alle EU-Bürger, und Bürger der Schweiz bezugsberechtigt sein sollen. Die FPÖ warb auf ihren Plakaten im Wahlkampf 2009 auch mit den Slogans „Schluss mit falscher Toleranz“, „Deutsch ist Pflicht“ sowie „Keine türkischen Dolmetscher“. Der Kritik an den Wahlslogans schlossen sich unter anderem auch Kulturschaffende der international besetzten Bregenzer Festspiele an, darunter der Brite David Pountney als Festspiel-Intendant und der Österreicher Günter Rhomberg als Festspiel-Präsident.
Bei der Veranstaltung zum offiziellen Wahlkampfauftakt am 21. August 2009, inszeniert von der Werbeagentur von Christoph Blocher, bezeichnete Egger den in Deutschland geborenen, dort studierenden und arbeitenden und 2009 seit fünf Jahren in Hohenems wohnenden Loewy als „Exil-Juden aus Amerika in seinem hochsubventionierten Museum“. Er meinte, ihn gehe die Innenpolitik ebenso wenig etwas an wie Pountney. Loewy gab an, dass ihn die Aussage primär störe, weil sie falsch sei. Nebenbei schwinge mit dem Verweis auf die angeblich hohen Subventionen das antisemitische Ostküsten-Stereotyp mit.
Der regierende Landeshauptmann und Koalitionspartner Herbert Sausgruber (ÖVP) verlangte von Egger die Rücknahme seiner Äußerung. Als Egger dies ablehnte, kündigte Sausgruber an, die FPÖ nach 35 Jahren erstmals nicht mehr an der künftigen Landesregierung beteiligen zu wollen. Trotz noch höherer Zugewinne für die FPÖ als prognostiziert (+ 12,18 %) blieb Landeshauptmann Sausgruber, der die absolute Stimmen- und Mandatsmehrheit verteidigen konnte, nach der Wahl bei seiner Zusage, die FPÖ nicht mehr in die Regierung aufnehmen zu wollen. Egger übernahm deshalb im 29. Vorarlberger Landtag wieder die Funktion des freiheitlichen Klubobmanns.

### Landespolitik nach 2009
Im Vorfeld der Landtagswahl in Vorarlberg 2014 stellte Landeshauptmann Markus Wallner klar, dass für die Vorarlberger Volkspartei der „Exiljuden-Sager“ aus dem Wahlkampf 2009 immer noch im Raum und einer Koalition mit der FPÖ im Wege stehe. Bei der Landtagswahl konnten die Vorarlberger Freiheitlichen keine weiteren Stimmzuwächse verbuchen und schnitten mit einem Verlust von 1,7 Prozent Stimmanteilen sogar schlechter ab, als noch 2009. Trotzdem blieben sie unverändert mit 9 Mandaten zweitstärkste Partei im Vorarlberger Landtag. In den auf die Wahl folgenden Koalitionsverhandlungen vereinbarte die Volkspartei unter Landeshauptmann Wallner allerdings eine Schwarz-grüne Koalition, anstatt die FPÖ wieder in die Landesregierung zu holen. Auch im 30. Vorarlberger Landtag wurde Egger daher wieder als Klubobmann der FPÖ-Fraktion angelobt.
Im Oktober 2014 postete Egger auf seiner Facebook-Seite einen Leserbrief aus der Kronen Zeitung, in dem Türken unter anderem vorgeworfen wurde, Österreich zu verachten, und kommentierte ihn mit den Worten „Wie wahr!“. Der Innsbrucker Politikwissenschaftler Reinhold Gärtner sprach daraufhin von einer „rassistischen Richtung“ des Briefs und erkannte darin einen Strategiewechsel der FPÖ Vorarlberg, die sich wieder verstärkt der rechten Wählerschaft zuwende. Egger selbst wies diese Vorwürfe zurück.
Im Dezember 2015 übergab Egger die Funktion als Klubobmann im Landtag an Daniel Allgäuer, blieb aber selbst neben seinem Amt als Bürgermeister auch Landtagsabgeordneter. Im Rahmen des Landesparteitags am 1. Juli 2016 übergab er schließlich das Amt des Landesparteiobmanns der Vorarlberger Freiheitlichen an den Nationalratsabgeordneten Reinhard Eugen Bösch. Bei der Landtagswahl 2019 konnte Egger trotz landesweiter Verluste für die FPÖ im Wahlbezirk Dornbirn mit 4.971 Vorzugsstimmen ein Direktmandat erreichen und zog somit erneut in den Landtag ein. Bereits ein Jahr später zog er sich aus der Landespolitik zurück und gab sein Mandat zugunsten von Nicole Hosp ab.

### Bürgermeisterwahl in Hohenems 2015
Bei der Gemeindevertretungs- und Bürgermeisterwahl 2015 kandidierte Dieter Egger als Spitzenkandidat der FPÖ sowie als Bürgermeisterkandidat in Hohenems. Erstmals konnte die FPÖ dabei die regierende ÖVP mit 42,31 Prozent der Stimmen und 16 von 36 Mandaten in der Stadtvertretung klar überholen. Außerdem zwang Egger den Bürgermeister Richard Amann in eine Stichwahl, nachdem er im ersten Wahlgang 45 Prozent, Amann nur 35 Prozent der Stimmen erhalten hatte. In der Stichwahl siegte jedoch Richard Amann äußerst knapp gegen Egger, der mit 49,17 Prozent das Nachsehen hatte. Im Vorfeld der Stichwahl war es zu einer überparteilichen Kampagne gegen die Wahl Dieter Eggers unter dem Titel „Plattform gegen Antisemitismus und Rechtsextremismus Vorarlberg“ gekommen, die von zahlreichen Prominenten unterstützt worden war.
Bei der konstituierenden Stadtvertretungssitzung der neu gewählten Hohenemser Stadtvertretung am 11. April 2015 wurde Dieter Egger in der Folge für die Freiheitlichen zum Stadtrat gewählt. Er erhielt die Zuständigkeiten für Hochbau, städtische Energie- und Gebäudeverwaltung sowie Schulwarte. Außerdem fungierte er zunächst als Fraktionsvorsitzender der FPÖ in der Hohenemser Stadtvertretung, wo die FPÖ nach der Wahl die stärkste Fraktion stellte.
Im Nachgang der Gemeindevertretungswahl 2015 kam es schließlich am 18. April 2015 zu der lange geforderten offiziellen Entschuldigung Eggers bei Hanno Loewy für den „Exiljuden-Sager“ aus dem Landtagswahlkampf 2009. Dieter Egger betonte in seinem offenen Brief an Loewy, dass seine Äußerung „missverständlich und unangebracht“ gewesen sei und er Loewy und viele andere Menschen damit verletzt habe. Abschließend entschuldigte er sich in aller Form. Hanno Loewy erklärte, die Entschuldigung anzunehmen und es Dieter Egger hoch anzurechnen, dass dieser für seine antisemitische Äußerung um Verzeihung bitte. Damit wurde von beiden ein medialer Schlussstrich unter die seit 2009 schwelende Debatte um Eggers Wahlkampf-Sager gezogen.
Bei der vom Verfassungsgerichtshof angeordneten Wiederholung der Bürgermeisterstichwahl am 20. Dezember 2015 konnte Dieter Egger schließlich 55,75 Prozent der Stimmen auf sich vereinen. Der bisherige Amtsinhaber Richard Amann (ÖVP) erreichte 44,25 Prozent und kündigte seinen Rückzug aus der Politik an. Dieter Egger wurde daher am 23. Dezember 2015, nachdem er zuvor bereits, wie von der Geschäftsordnung des Vorarlberger Landtags vorgesehen, das Amt des Klubobmanns im Landtag zurückgelegt hatte, als Hohenemser Bürgermeister angelobt.
Bei der Bürgermeister-Direktwahl am 13. September 2020 wurde Dieter Egger von der Hohenemser Bevölkerung im ersten Wahlgang mit 64,45 % der Stimmen im Amt bestätigt.

## Privates
Egger ist verheiratet und wohnt mit seiner Frau und zwei Kindern in Hohenems.